# Allego
 (février 2025).
La mise en forme du texte ne suit pas les recommandations de Wikipédia : il faut le « wikifier ».
Les points d'amélioration suivants sont les cas les plus fréquents :
- Les titres sont pré-formatés par le logiciel. Ils ne sont ni en capitales, ni en gras.
- Le texte ne doit pas être écrit en capitales (les noms de famille non plus), ni en gras, ni en italique, ni en « petit »…
- Le gras n'est utilisé que pour surligner le titre de l'article dans l'introduction, une seule fois.
- L'italique est rarement utilisé : mots en langue étrangère, titres d'œuvres, noms de bateaux, etc.
- Les citations ne sont pas en italique mais en corps de texte normal. Elles sont entourées par des guillemets français : « et ».
- Les listes à puces sont à éviter, des paragraphes rédigés étant largement préférés. Les tableaux sont à réserver à la présentation de données structurées (résultats, etc.).
- Les appels de note de bas de page (petits chiffres en exposant, introduits par l'outil «  Source ») sont à placer entre la fin de phrase et le point final[comme ça].
- Les liens internes (vers d'autres articles de Wikipédia) sont à choisir avec parcimonie. Créez des liens vers des articles approfondissant le sujet. Les termes génériques sans rapport avec le sujet sont à éviter, ainsi que les répétitions de liens vers un même terme.
- Les liens externes sont à placer uniquement dans une section « Liens externes », à la fin de l'article. Ces liens sont à choisir avec parcimonie suivant les règles définies. Si un lien sert de source à l'article, son insertion dans le texte est à faire par les notes de bas de page.
- La présentation des références doit suivre les conventions bibliographiques. Il est recommandé d'utiliser les modèles {{Ouvrage}}, {{Chapitre}}, {{Article}}, {{Lien web}} et/ou {{Bibliographie}}. Le mode d'édition visuel peut mettre en forme automatiquement les références.
- Insérer une infobox (cadre d'informations à droite) n'est pas obligatoire pour parachever la mise en page.

Pour une aide détaillée, merci de consulter Aide:Wikification.
Si vous pensez que ces points ont été résolus, vous pouvez retirer ce bandeau et améliorer la mise en forme d'un autre article.
Allego est un opérateur européen de stations de recharge rapide pour véhicules électriques. La société est basée aux Pays-Bas, à Arnhem. Elle assure l'ensemble de la conception, de la construction et de l'exploitation de ses installations. En 2022, Allego disposait d’un réseau de 28 000 bornes en Europe .

## Histoire
La société a été fondée en septembre 2013 sous le nom d'Alliander Mobility Services, filiale d'Alliander NV d'Arnhem, une entreprise de services publics qui développe et gère des réseaux d'énergie. En juin 2014, Alliander Mobility Services a été renommée Allego . La société mère Alliander NV était déjà active à Berlin depuis 2006 au travers de sa filiale Alliander Stadtlicht GmbH. Grâce à cette implantation, Allego a remporté un appel d'offres de l'État de Berlin pour exploiter les stations de recharge pour véhicules électriques en janvier 2015 . Les contrats correspondants avec Allego GmbH ont été prolongés en 2019 [réf. nécessaire].
À l'automne 2015, Allego a démarré la construction d'un réseau de stations de recharge rapide le long des autoroutes allemandes . En 2016, Allego a pris en charge la construction de 40 chargeurs rapides de 50 kW dans le cadre du projet « Fast-E » qui bénéficie d'un financement de l'UE .
En janvier 2018, Allego a présenté le projet « Mega-E », toujours financé par l'UE, visant à construire un réseau de recharge ultra-rapide (ou HPC pour High Power Charging en anglais) avec 322 sites et 27 hubs de recharge. Au total, 1 300 points de recharge HPC d'une puissance maximale de 350 kW devaient être construits d'ici 2025 .
À partir de 2021, Allego a commencé à convertir les emplacements « Fast-E » en stations de recharge ultra-rapide, notamment grâce au fait que les sites avaient déjà été préparés pour accueillir des puissances de 350 kW . En juillet 2022, Allego a exercé une option d'achat sur les 100 sites dotés de 770 chargeurs rapides qui avaient déjà été construits  .
Le 31 mai 2018, Allego a été racheté par le fonds d'infrastructure français Meridiam ,. En avril 2020, la société annonce qu'un emploi sur deux serait supprimé .
En juillet 2021, la société est cotée à la Bourse de New York (NYSE) grâce à la fusion avec une SPAC, Spartan Acquisition Corp. III  . Cependant, en juillet 2024, Meridiam prend la décision de sortir Allego du listing de la bourse, tout en annonçant vouloir injecter 300 millions pour soutenir le développement du réseau de bornes de recharge rapide .

## Recharge
En 2022, Allego, à l'image de Tesla, annonce une hausse de ses tarifs, passant à 0,79 € le kWh et 0,98 € sur les bornes ultra-rapides .
En juillet 2024, Allego met à jour ses tarifs qui repassent à 0,49 € pour le chargement rapide et 0,59 € le kWh pour l'ultra-rapide. Est également annoncée la mise en place de frais de dépassement de séjour afin de faciliter l'accès au bornes : au-delà de 45 min, un surcoût de 0,248 € par minute peut être appliqué .
En septembre 2024, Allego annonce le déploiement sur son réseau de la technologie Plug & Charge qui permet à l’utilisateur d’un véhicule électrique récent de le recharger et d’être facturé, simplement en le branchant à une borne compatible avec la technologie. Cette fonctionnalité, en cours de généralisation, évite d’avoir à être muni d’un badge ou d’une carte bancaire pour procéder au règlement de sa charge : avec ce protocole sécurisé, le point de recharge communique directement avec le véhicule et facture son propriétaire, simplifiant ainsi la recharge électrique.